# Evoluzione sociale

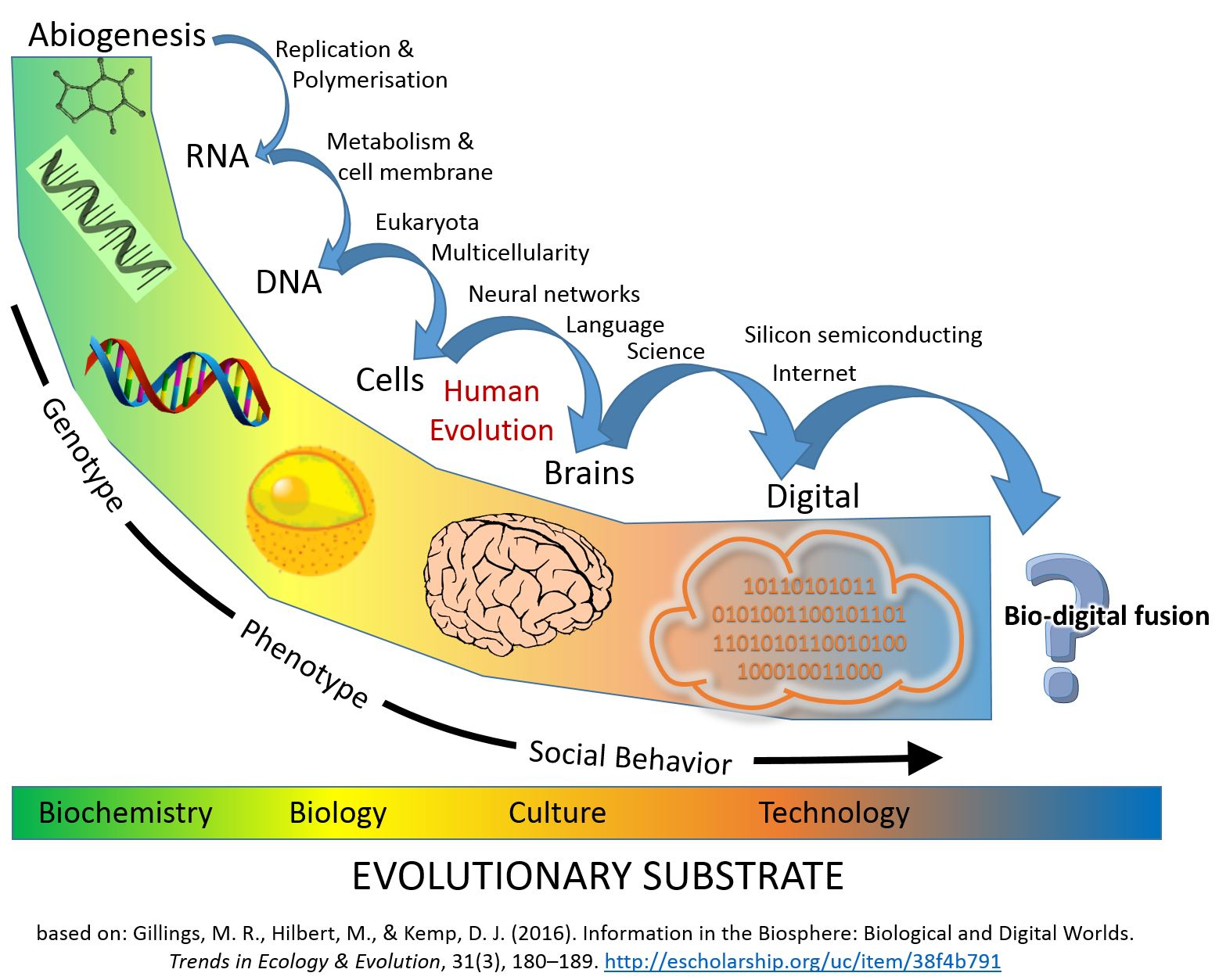
Principali tappe dell'evoluzione biologica e culturale umana.

Con i termini evoluzione sociale o evoluzione culturale viene indicata una teoria che intende spiegare come le società, intese come gruppi di individui interagenti o mutuamente dipendenti appartenenti alla stessa specie, si sono sviluppate durante la loro vita.

## Sociobiologia
I sociobiologi hanno sviluppato importanti teorie dell'evoluzione del comportamento sociale negli animali basate sulla teoria di Darwin dell'evoluzione attraverso la selezione naturale e la genetica. Il processo di selezione naturale implica forme di evoluzione sia ecologica che sessuale.

## Antropologia e sociologia
Gli antropologi culturali ed i sociologi ipotizzano che gli esseri umani siano sociali per natura e formino naturalmente gruppi stabili - un tratto fondamentale degli ominidi. Ma in aggiunta sostengono che particolari comportamenti sociali umani hanno cause e dinamiche non genetiche (cioè puramente sociali o culturali). Usano la parola società per riferirsi a un gruppo con confini più o meno chiari che si riproduce nel tempo ed è relativamente autonomo (quindi, una famiglia o una squadra di calcio sono gruppi sociali ma non società). Le questioni fondamentali della teoria sociale derivano da questa definizione: cosa tiene insieme una società? Come cambiano le società? Come interagiscono società diverse?
Tradizionalmente, queste faccende venivano relegate al regno della teologia - quando una cultura ne incontrava un'altra, i ruoli di ognuna di esse nella società più ampia erano definiti da una complessa interazione delle rispettive religioni, p.es. l'assorbimento della cultura pagana da parte dei cattolici romani nell'Europa medioevale, l'adozione dei santi e delle pratiche cattoliche da parte dei Maya, la diffusione dell'Islam. La nozione di evoluzione naturale della società verso un futuro migliore era poco comune nel mondo. In Europa, la nozione prevalente era che le società terrene stavano decadendo dalla perfezione che era esistita nel Giardino dell'Eden. In Asia Orientale, le nozioni prevalenti riguardavano il concetto buddhista di storia circolare, ed il concetto Neo-Confuciano di un declino dall'era dei re saggi. Il colonialismo delle potenze europee liquidava con la forza molte questioni di evoluzione sociale - le potenze globali dominanti, prima fra tutte l'Inghilterra, si ponevano l'obiettivo di condurre deliberatamente l'umanità in una direzione moralmente giusta - presumibilmente un ritorno a un Eden.

### Due punti di vista

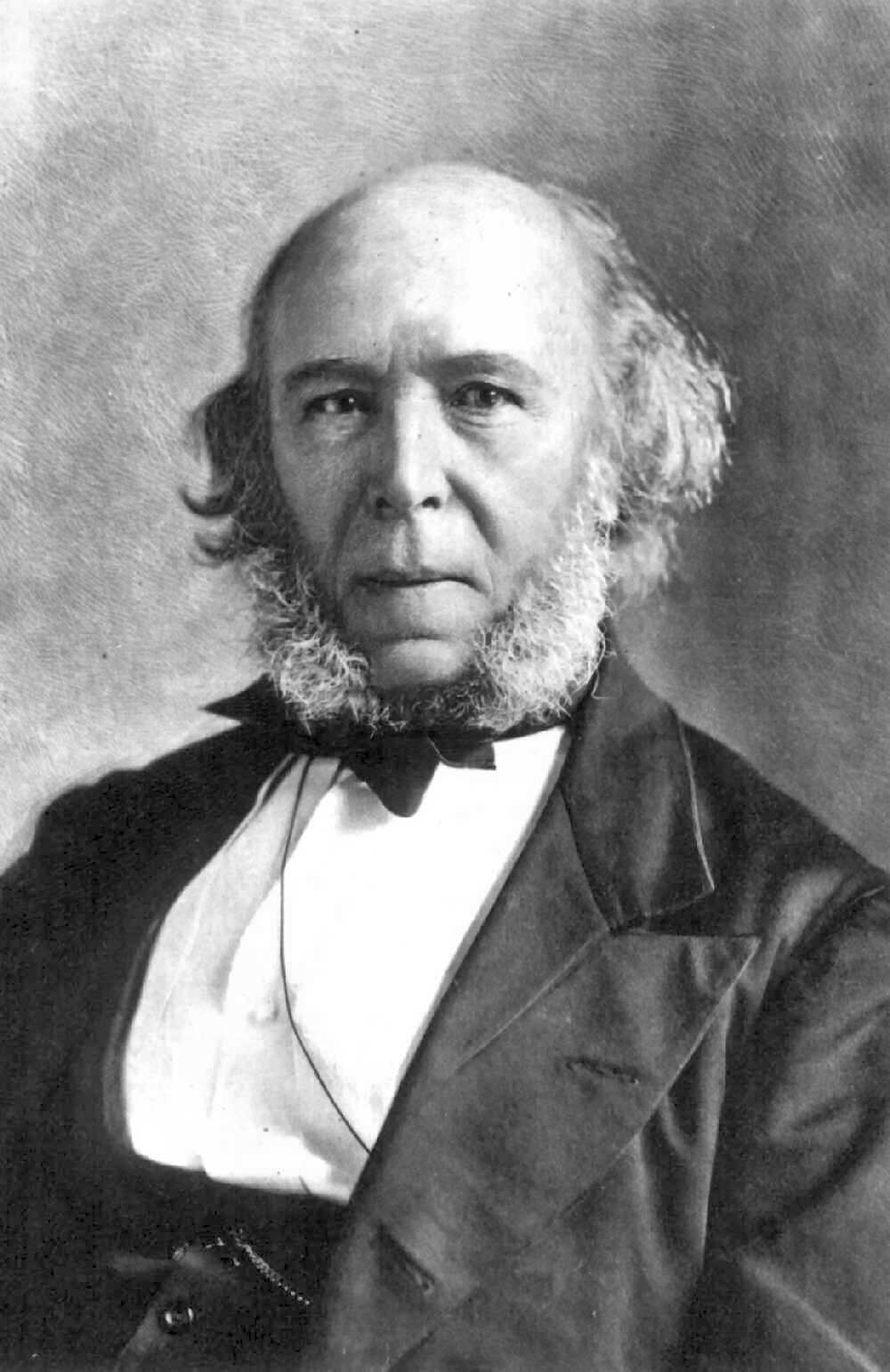
Herbert Spencer

Alla fine del XIX secolo Herbert Spencer sviluppò una teoria dichiaratamente scientifica dell'evoluzione sociale. Affermò che le società nel tempo progrediscono, e che questo progresso è conseguito attraverso la concorrenza. I teorici sociali successivi hanno argomentato che questa descrizione della società legittima il capitalismo ottocentesco, e riflette in realtà le opinioni dei componenti delle società capitalistiche piuttosto che una consapevolezza obiettiva ed universale del cambiamento sociale. In ogni caso, questa teoria potrebbe aver ispirato i moderni Gaiani che vedono l'evoluzione sociale come una competizione per proteggere, imitare, e fare un uso sostenibile delle risorse naturali.
La teoria concorrente di Karl Marx - anch'essa dichiaratamente scientifica - era che il progresso viene perseguito attraverso la cooperazione e la specializzazione, che l'economia del lavoro di massa è la spinta più fondamentale verso il progresso, e che ciò finisce per alienare gli esseri umani dalla loro società attuale fino a giungere a una rivoluzione.
Il conflitto tra queste descrizioni, e l'inerente conflitto di entrambe con il nazionalismo e la religione, sembra aver definito buona parte della storia del XX secolo. Oggi le scienze politiche si concentrano per lo più sull'espressione di queste teorie su un pianeta limitato, abitato da esseri umani inclini a dispute etniche ed etiche. Noi come specie non siamo necessariamente più prossimi a comprendere l'evoluzione del nostro simbionte più importante, la società senza la quale non possiamo sopravvivere.

## Oggi
L'analisi moderna dell'evoluzione sociale separa tipicamente la selezione ecologica (o "naturale"), da quella sessuale (o di "partnership"), etica (o "sociale") e morale (o "spirituale") - l'ultima delle quali in generale non è una prospettiva scientifica ma piuttosto un tentativo di scoprire un limite fissato oltre il quale il razionalismo deve fallire, e dove la sicurezza, la creatività, l'autonomia individuale devono prevalere: lasciando spazio alle ipotesi tradizionali sullo spirito e la moralità umana.
Un altro impeto importante per questa analisi è stata la scoperta che alcuni comportamenti sociali delle grandi scimmie hanno anch'essi "cause e dinamiche non genetiche (cioè, puramente sociali e culturali)". Ciò, fra l'altro, ha condotto alla riclassificazione di alcune di esse come Ominidi, aprendo un dibattito sul valore della biodiversità, sulla natura delle società "animali", e sulla struttura ottimale della società umana.
La teoria politica attuale del neotribalismo sembra un tentativo di imitare consapevolmente stili di vita ecologici e primitivi che hanno superato la prova del tempo fra i popoli indigeni, espandendoli con le scienze moderne.
Questo obiettivo è stato criticato facendo notare che esistono esempi storici di gravi danni ambientali provocati da popoli indigeni (come la deforestazione dell'Isola di Pasqua e l'estinzione dei mammut nel Paleartico e nel Neartico), e che i proponenti di questi obiettivi potrebbero essere influenzati dallo stereotipo europeo del nobile selvaggio.
La democrazia illiberale tenta di confinare i "gruppi instabili", o tribù ai "confini più o meno definiti" che la società eredita dall'ecologia circostante, di una ecoregione naturale. Il progresso può procedere attraverso la competizione tra le varie tribù ma non all'interno di esse, ed è limitato dai confini ecologici o dagli incentivi del capitalismo naturale che tenta di imitare la pressione della selezione naturale su una società umana costringendola ad adattarsi consapevolmente a risorse energetiche e materiali limitate.
Queste teorie sembrano ipotizzare che ottimizzare l'armonia sociale ed ecologica di gruppi strettamente legati sia un'evoluzione delle società più desiderabile o necessaria dei vari percorsi proposti dai teorici precedenti. Un sondaggio del 2002 di esperti di popoli indigeni neartici e neotropicali (riportato da Harper's Magazine) rivela che tutti avrebbero preferito essere un abitante medio del Nuovo Mondo nell'anno 1491, prima di qualsiasi contatto europeo, piuttosto che un europeo tipico dello stesso periodo. L'evoluzione delle società in una direzione etica potrebbe certamente essere motivata da simili scelte:
Anche se non vi è un ampio consenso su una evoluzione delle società desiderabile, c'è ragguardevolmente poca contestazione su cosa sia indesiderabile: affollamento, conflitto, dogma, guerra, disprezzo delle arti, soppressione della vita spirituale. Le distopie immaginarie che tentano di documentarli in anticipo potrebbero quindi essere la guida migliore all'evoluzione sociale, ad es. anticipando i blocchi commerciali continentali previsti da George Orwell (1984), o la società deteriorata dalla droga e dai mezzi di comunicazione prevista da Aldous Huxley (Il mondo nuovo). Alcune caratteristiche di una società emergente potrebbero essere inevitabili, ma la critica sociale creativa potrebbe metterci in guardia in tempo utile per evitarne i disagi più profondi.
Questo è forse il punto più importante:
(Karl Popper)